# Anthopleura aureoradiata
Anthopleura aureoradiata is een zeeanemonensoort uit de familie Actiniidae.
Anthopleura aureoradiata is voor het eerst wetenschappelijk beschreven door Stuckey in 1909.